# (5715) Kramer
(5715) Kramer es un asteroide perteneciente al cinturón de asteroides descubierto el 22 de septiembre de 1982 por Edward Bowell desde la Estación Anderson Mesa (condado de Coconino, cerca de Flagstaff, Arizona, Estados Unidos).

## Designación y nombre
Designado provisionalmente como 1982 SE1. Fue nombrado Kramer en homenaje a Kathryn Xymena Kramer, Directora de Desarrollo del Observatorio Lowell. Tomó la iniciativa para la obtención de fondos para el Centro de Visitantes de Acero del Observatorio y para fines de investigación. Además, ella ha sido fundamental para expandir en gran medida la membresía del Observatorio Friends of Lowell (actualmente a más de 1000 miembros) y fue nombrada empleada del año en el Observatorio Lowell del año 1994.

## Características orbitales
Kramer está situado a una distancia media del Sol de 3,190 ua, pudiendo alejarse hasta 3,722 ua y acercarse hasta 2,658 ua. Su excentricidad es 0,166 y la inclinación orbital 4,004 grados. Emplea 2081,38 días en completar una órbita alrededor del Sol.

## Características físicas
La magnitud absoluta de Kramer es 12,5. Tiene 16,106 km de diámetro y su albedo se estima en 0,079. 